# Jerzy Michotek
Jerzy Michotek (ur. 31 sierpnia 1921 w Częstochowie, zm. 17 lipca 1995 w Warszawie) – polski aktor, piosenkarz, reżyser programów telewizyjnych i estradowych.

## Życiorys
Urodził się w Częstochowie, ale do 1939 roku mieszkał we Lwowie (pochodził z rodziny o korzeniach ormiańskich, od pokoleń osiadłej we Lwowie). Jego ojciec Feliks był właścicielem cukierni mieszczącej się w starej kamienicy nr 24 w Rynku. Uczęszczał do VIII Państwowego Gimnazjum im. Króla Kazimierza Wielkiego we Lwowie. Później przeniósł się do X Państwowego Gimnazjum im. Henryka Sienkiewicza we Lwowie i tam zdał maturę. Okres II wojny światowej spędził w sowieckich łagrach. Po wojnie, jak wielu ludzi z Kresów i Małopolski Wschodniej, osiedlił się we Wrocławiu, który stał się jego drugim domem. W 1950 roku ukończył studia na Wydziale Humanistycznym Uniwersytetu Wrocławskiego ze specjalnością historyk literatury polskiej. W latach pięćdziesiątych złożył w Warszawie eksternistyczny egzamin aktorski i reżyserski. Podczas studiów prowadził teatr akademicki i cykl audycji radiowych „Wesoła Wrocławska Karuzela”. W latach 1953–1961 aktor Teatru „Syrena”. Jeden z najpopularniejszych piosenkarzy lat pięćdziesiątych, autor tekstów i muzyki wielu piosenek. W latach sześćdziesiątych związany z „Pagartem” i „Artosem” jako kierownik artystyczny i reżyser programów estradowych. Od 1973 roku był reżyserem programów rozrywkowych TVP. W latach 1975–1981 był zastępcą głównego reżysera TVP.
Zmarł w Warszawie, gdzie podobnie jak wielu artystów przeniósł się z powodu zmiany miejsca pracy. Był autorem wydanych w 1990 roku wspomnień Tylko we Lwowie. Działał w Towarzystwie Miłośników Lwowa, był zaangażowany w odbudowę Cmentarza Łyczakowskiego.
Pochowany na Cmentarzu Komunalnym w Laskach koło Warszawy. Wiele źródeł błędnie podaje jako miejsce pochówku artysty Cmentarz leśny w Laskach.

## Wybrana filmografia
- 1990: Janka – Ambroży Nowak, wuj Janki
- 1985: Urwisy z doliny młynów – malarz
- 1985: Chrześniak – Chaładaj
- 1985: C.K. Dezerterzy – kucharz Koperka
- 1982: Wyjście awaryjne – Władysław Kolęda, mąż Jadwigi
- 1980: Dom – Tolek Pocięgło
- 1976: Polskie drogi – Adaśko Horoszewski, rikszarz, dawny furman Leona Kurasia
- 1975: Znikąd donikąd – pułkownik rosyjski
- 1961: Droga na Zachód – żołnierz Falkowski
- 1958: Rancho Texas
- 1955: Sprawa pilota Maresza – Jan Flisak